# エリコネイル
株式会社エリコネイル（erikonail Inc.）は日本の企業。

## 概要
ネイリストの黒崎えり子が2000年に立ち上げた。

### 事業内容
事業展開はネイルを中心としている。
- ネイルサロン経営
- ネイルスクール運営
- ネイル用品の企画開発、並びに販売
- ネイリスト黒崎えり子のマネージング事業
- 雑誌、テレビ、ラジオ等でのネイルスタイリング、監修業務
- 独立開業のコンサルティング業務

### 関連するブランド・事業
現在Nail Salon erikonailを2店舗、黒崎えり子ネイルビューティカレッジ2校を運営している。
- Nail Salon erikonail
- 黒崎えり子ネイルビューティカレッジ
- ネイル関連グッズのブランド「erikonail」のプロデュース
- プロ用ネイル用品「MoreCouture」

### 沿革
- 1995年11月 - Nail Salon Vogue 開店（東京都新宿区）

チーフネイリストに黒崎えり子を迎える 
- 1997年6月 - 有限会社ヴォーグ設立
- 2000年9月29日 - 株式会社レヴィール 設立、営業権を譲渡 
  - 同年11月 - Nail Salon Reveal 新宿店、開店
  - 同年12月 - 黒崎えり子ネイルビューティカレッジ新宿校、開校
- 2002年2月  - Reveal 横浜三越店、開店（2005年1月、閉店） 
  - 同年6月 - エリコズスチューデントサロン新宿、開店
- 2003年4月 - Reveal 銀座店、開店
- 2004年5月 - 黒崎えり子ネイルビューティカレッジ名古屋校、開校
  - 同年9月 - 株式会社レヴィールから株式会社エリコネイルに社名変更
  - 同年10月 - サロン名をRevealからCrèateur Revealに改める
- 2005年3月 - エリコズスチューデントサロン名古屋、開店 
  - 同年3月 - Crèateur Reveal 南青山店、開店
  - 同年7月 - Crèateur Reveal カジュアル店、開店
  - 同年8月 - Crèateur Reveal 名古屋店、開店
- 2006年2月 - Crèateur Reveal 表参道ヒルズ店、開店
  - 同年2月 - 黒崎えり子ネイルビューティカレッジ 表参道ヒルズ校、開校
- 2013年11月 - サロン名を「Crèateur Reveal」から「erikonail」に改める

## 注
1. ↑  1995年に設立されたNail Salon Vogueが、1997年に有限会社ヴォーグとして法人化した。その企業からの営業権譲渡を経ている。